# Rose Kennedy
Rose Elizabeth Kennedy, nata Fitzgerald (Boston, 22 luglio 1890 – Hyannis Port, 22 gennaio 1995) era la moglie di Joseph Patrick Kennedy e la madre del presidente John Fitzgerald Kennedy.

## Biografia

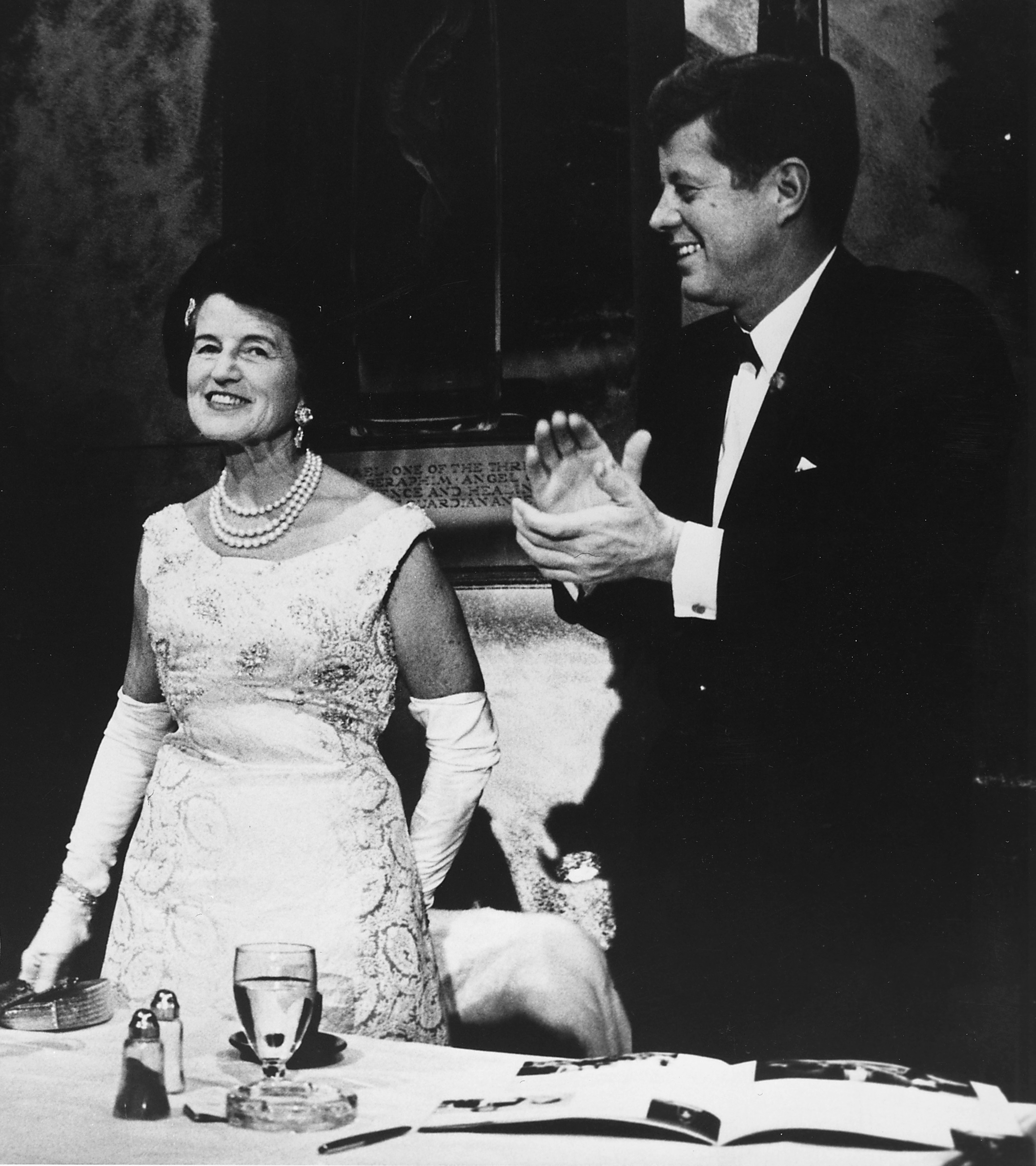
Rose Kennedy con il figlio John.

Nata nel quartiere North End di Boston, era figlia di John "Honey Fitz" Fitzgerald e di Mary Josephine Hannon (1865-1964). La famiglia del padre, di origini irlandesi, è legata ai Fitzgerald conti Desmond e duchi di Limerick, che fanno risalire la loro discendenza ai Gherardini di Montagliari (antica famiglia nobiliare originaria di Firenze). John fu membro del Congresso, politico, poi sindaco della città. Rose Elizabeth visse al 39 di Welles Avenue, rinominata poi dal figlio senatore Ted Kennedy nel 1992 “Rose Fitzgerald Kennedy Square", in occasione del 102º compleanno della madre.
Ricevette un'ottima educazione e viaggiò molto in Europa. Contrariamente al volere del padre, che avrebbe voluto darla in sposa a Sir Thomas Johnstone Lipton, il primo importatore su vasta scala di tè cingalese in Europa, il 7 ottobre 1914, dopo un fidanzamento durato 6 anni, si sposò con Joseph P. Kennedy, con cui dette inizio a una delle famiglie più influenti nella politica degli Stati Uniti d'America. Nel 1938 il presidente Franklin Delano Roosevelt nominò Joseph P. Kennedy ambasciatore alla Corte di San Giacomo e la famiglia trascorse in Inghilterra il periodo della seconda guerra mondiale.
Nel 1984 Rose ebbe un ictus che la limitò alla sedia a rotelle per il resto della sua vita. Conosciuta per le sue attività filantropiche, come quella di aver condotto la "parata dei Nonni" alle Olimpiadi speciali nel 1980, la sua esistenza è stata ripercorsa nel documentario, candidato all'Oscar, Rose Kennedy: A Life to Remember (1990). Morì all'età di 104 anni per cause naturali.

## Discendenza
- Joseph Patrick Jr. (25 luglio 1915 - 12 agosto 1944); morto in un volo di addestramento durante la seconda guerra mondiale
- John Fitzgerald (29 maggio 1917 - 22 novembre 1963); sposò Jacqueline Lee Bouvier; 35º Presidente degli Stati Uniti d'America, fu assassinato a Dallas
- Rosemary (3 settembre 1918 - 7 gennaio 2005); subì un intervento di lobotomia nel 1941
- Kathleen Agnes (20 febbraio 1920 - 13 maggio 1948); sposò William Cavendish, marchese di Hartington, lavorò come crocerossina nel Regno Unito; morì in un incidente aereo nel 1948
- Eunice Mary (10 luglio 1921 - 11 agosto 2009); sposò nel 1953 Sargent Shriver
- Patricia (6 maggio 1924 - 17 settembre 2006); sposò Peter Lawford nel 1954 dal quale divorziò nel 1966
- Robert Francis (20 novembre 1925 - 6 giugno 1968); sposò nel 1950 Ethel Skakel; candidato alla presidenza degli Stati Uniti, fu assassinato a Los Angeles
- Jean Ann (20 febbraio 1928 - 18 giugno 2020); sposò nel 1956 Stephen Edward Smith
- Edward Moore (22 febbraio 1932 - 25 agosto 2009); sposò nel 1958 Joan Bennet, divorziò nel 1982 e si risposò con Victoria Reggie.